# 沃林格 (尼泊尔)

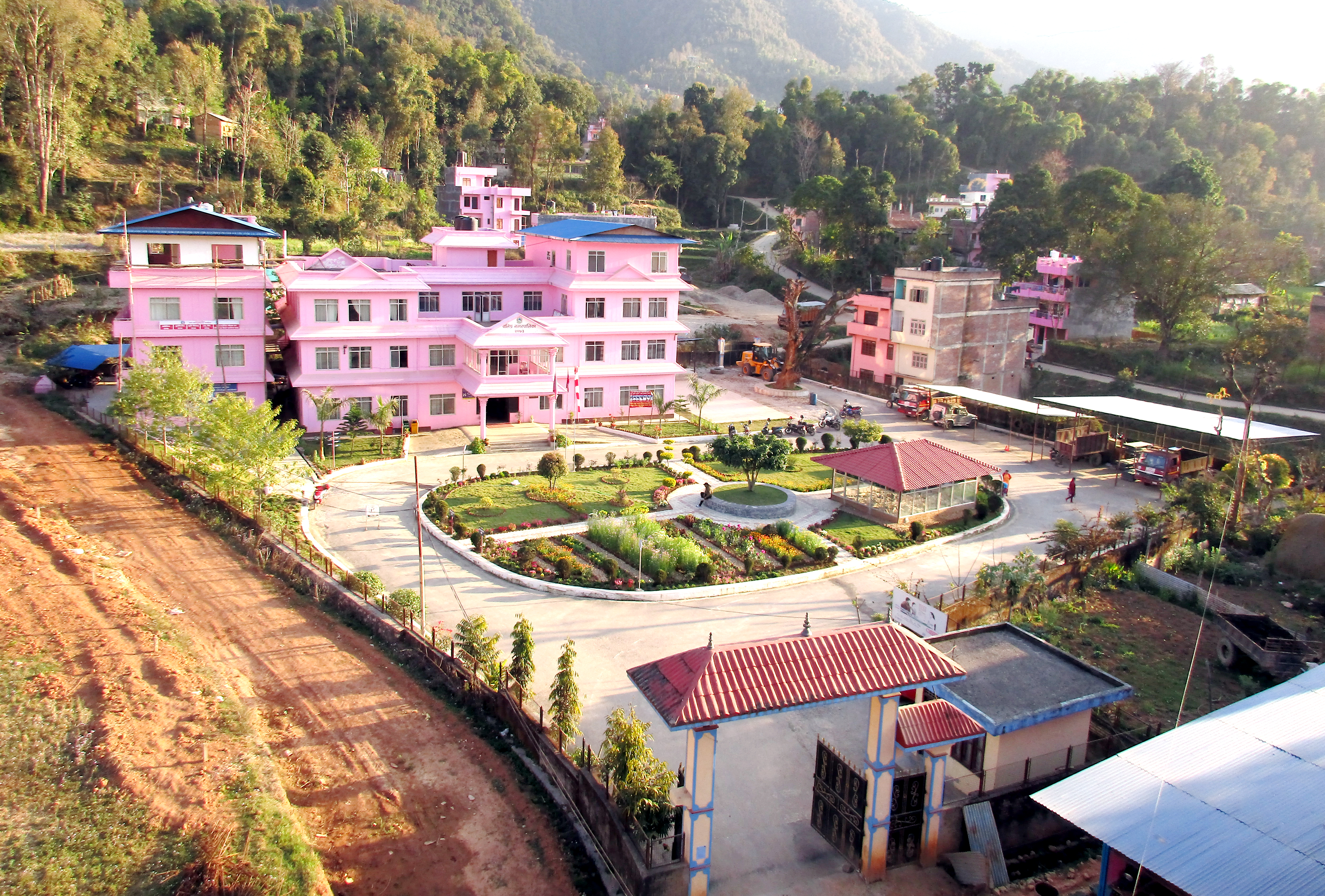
沃林格

沃林格（वालिङ नगरपालिका）是尼泊爾的城鎮，位於該國中部，由甘達基省負責管轄，處於博克拉西南15公里，海拔高度865米，該鎮大量種植橘子和咖啡，2011年人口24,006。

## 外部連結
- UN map of the municipalities of Syangja District （页面存档备份，存于）
- A Digital Home for Syangja & Syangjali